# 地之森站
地之森站（日语：／ Jinomori eki */?）是位於岩手縣大船渡市大船渡町字地之森，東日本旅客鐵道（JR東日本）的大船渡線BRT巴士站。
大船渡線氣仙沼站至盛站之間的鐵路服務於2020年4月1日廢止。此巴士站是在BRT化以後才設置，因此不是鐵路車站，此巴士站不會計算在JR東日本車站數目內。

## 歷史
- 2020年（令和2年）3月14日：巴士站啟用[1][2]。

## 巴士站構造
在2020年4月下旬前，巴士站位於專用道上。上行月台和下行月台均設有上蓋。上行月台與下行月台之間設有巴士專用道與一般道路交界處。

## 使用狀況
在2019年度（令和元年度），1日平均乘車人次為7人。

## 巴士站周邊
- 岩手縣道230號丸森權現堂線（日语：岩手県道230号丸森権現堂線）
- 國道45號

## 相鄰巴士站
東日本旅客鐵道（JR東日本）
■大船渡線BRT
□快速、■普通
大船渡－地之森－田茂山

## 注腳
1. ↑   (PDF) (新闻稿). 東日本旅客鐵道盛岡分社、東日本旅客鐵道仙台分社. 2020-01-22  [2020-01-23]. （原始内容 (PDF)存档于2020-01-23） （日语）.
2. ↑  大船渡線ＢＲＴに４つの新駅／岩手 （页面存档备份，存于）（日語）. IBC岩手放送. 2020年3月14日發布，2020年3月19日參閲.
3. ↑   (PDF) (新闻稿). 東日本旅客鐵道盛岡分社. 2020-02-18  [2020-02-19]. （原始内容 (PDF)存档于2020-02-19） （日语）.
4. ↑  . 東日本旅客鐵道.   [2020-07-19]. （原始内容存档于2021-01-10） （日语）.

## 外部連結
- 車站資訊（地之森）：東日本旅客鐵道（日語）